# Saturn Award du meilleur thriller

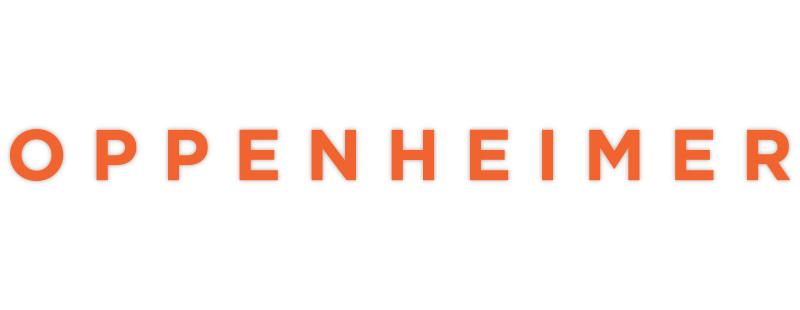
Logo du film Oppenheimer, lauréat du Saturn Award du meilleur thriller 2023.

Le Saturn Award du meilleur thriller (Saturn Award for Best Thriller Film) est une récompense cinématographique décernée chaque année depuis 2014 par l'Académie des films de science-fiction, fantastique et horreur (Academy of Science Fiction Fantasy & Horror Films). Jusqu'en 2010, les thrillers étaient inclus dans la catégorie meilleur film d'action, d'aventure ou thriller. Entre 2011 et 2013, les thrillers étaient classés dans la catégorie meilleur film d'horreur.

## Palmarès
Note : L'année indiquée est celle de la cérémonie, récompensant les films sortis au cours de l'année précédente. Les lauréats sont indiqués en tête de chaque catégorie et en caractères gras. Les titres originaux sont précisés entre parenthèses, sauf s'ils correspondent au titre en français.

### Années 2010
- 2014 : World War Z
  - Prisoners
  - The Call
  - The East
  - Insaisissables (Now You See Me)
  - The Place Beyond the Pines

- 2015 : Gone Girl
  - American Sniper
  - Equalizer (The Equalizer)
  - The Guest
  - Imitation Game (The Imitation Game)
  - Night Call (Nightcrawler)

- 2016 : Le Pont des espions (Bridge of Spies)
  - Strictly Criminal (Black Mass)
  - The Gift
  - Les Huit Salopards (The Hateful Eight)
  - Mr. Holmes
  - Sicario

- 2017 : 10 Cloverfield Lane
  - Mr. Wolff (The Accountant)
  - La Fille du train (The Girl on the Train)
  - Jason Bourne
  - Comancheria
  - Instinct de survie (The Shallows)
  - Split

- 2018 : Three Billboards : Les Panneaux de la vengeance (Three Billboards Outside Ebbing, Missouri)
  - Brawl in Cell Block 99
  - Le Crime de l'Orient-Express (Murder on the Orient Express)
  - Pentagon Papers (The Post)
  - Bienvenue à Suburbicon (Suburbicon)
  - Wind River

- 2019 : Sale temps à l'hôtel El Royale (Bad Times at the El Royale)
  - Bad Samaritan
  - Destroyer
  - Greta
  - Ma
  - Searching : Portée disparue (Searching)
  - Traîné sur le bitume (Dragged Across Concrete)

### Années 2020
- 2021 : À couteaux tirés (Knives Out)
  - Da 5 Bloods : Frères de sang (Da 5 Bloods)
  - L'Art du mensonge (The Good Liar)
  - The Irishman
  - Mank
  - Uncut Gems

- 2022 : Nightmare Alley
  - Ambulance
  - The Northman
  - Old
  - The Outfit
  - Pig

- 2024 : Oppenheimer
  - Don't Worry Darling
  - Glass Onion : Une histoire à couteaux tirés (Glass Onion: A Knives Out Mystery)
  - Knock at the Cabin
  - Le Menu (The Menu)
  - The Lesson

- 2025 :Strange Darling
  - Blink Twice
  - Civil War
  - Saltburn
  - Speak No Evil
  - Wolfs